# Встретимся на Таити
«Встретимся на Таити» — советская полукриминальная кинокомедия.

## Сюжет
Весёлая полукриминальная комедия о массажистке Жанне, бармене Максе, безработном астрономе Сандро и красавице Лене, вышедшей замуж за француза. Они молоды, веселы, талантливы, артистичны, и им нужно исполнить свою мечту — уехать на Таити. Однако для столь дальнего путешествия нужна весьма приличная сумма денег. И молодым авантюристам предстоит во что бы то ни стало достать денег. Невероятные, остроумные авантюры по добыванию денег, мошенники и обманутые, соблазнённые мужчины и покинутые женщины, а также выстрелы и погони.

## В ролях
- Леонид Куравлёв — Шнайдер
- Евгений Лазарев — «Безухий»
- Игорь Угольников — Макс
- Юлия Силаева — Жанна
- Евгения Крюкова — Лена
- Андрей Ташков — Сандр
- Валерий Надоленко — Надоленко
- Майя Менглет — жена Надоленко
- Леонид Сатановский — клиент